# Gédéon Laporte
Gédéon Laporte est l'un des premiers chefs de la révolte des camisards, mort en 1702 en combattant les troupes royales. 

## Biographie
Gédéon Laporte est né à Saint-Paul-la-Coste (Gard) vers 1660. Habitant par la suite le village de Branoux, il y exerce les métiers de forgeron et de marchand de cochons après avoir été soldat pendant quelques années.
Il est décrit comme étant de taille un peu au-dessus de la moyenne, la peau foncée, le visage assez plein, les yeux noirs et vifs et portant une petite moustache. Sa culture militaire le conduit, sans doute dès 1695, à seconder activement Esprit Séguier, qui a pris la tête d'une bande armée qui cherche à protéger les protestants cévenols des persécutions ordonnées par Louis XIV. Le prophète inspiré de cette troupe est Abraham Mazel, Gédéon Laporte n'en est que le chef militaire. 
Son principal fait d'armes est d'avoir commandé la troupe d'insurgés cévenols, qui attaque le 24 juillet 1702, à l'instigation d'Abraham Mazel, la cure de l'abbé du Chaila à Pont-de-Montvert, où sont incarcérés et torturés plusieurs femmes et hommes protestants. Au cours de cette attaque, qui marque le début de la Guerre des Cévennes, l'abbé tortionnaire est tué. Capturé fin juillet, Esprit Séguier est brûlé vif, le poing coupé, le 12 août à Florac. Gédéon Laporte prend le commandement de cette troupe de camisards et s'octroie le titre de  « colonel des enfants de Dieu ». 
Gédéon Laporte meurt dès le 22 octobre 1702, atteint d'une balle de mousquet près du hameau de Témélac au-dessus de Sainte-Croix-Vallée-Française, lors d'une bataille avec les troupes royales commandées par le capitaine Poul. Sa tête, comme celles des 12 autres camisards tués ce jour-là, est exposée comme un trophée sur le pont d'Anduze. Cette mesure ne parvient toutefois pas à dissuader les Cévenols de poursuivre leur rébellion. Salomon Courderc lui succède comme chef des camisards des Hautes Cévennes, entre le Bougès et le mont Lozère.

## Postérité
Un procès posthume lui est fait par les autorités du Languedoc. Le jugement rendu à Montpellier le 5 novembre 1702 stipule que "convaincu de crimes de lèse-majesté divine et humaine, sacrilèges, assassinats et incendies et d'avoir été le chef des séditieux et scélérats attroupés dans les Cévennes qui ont pris les armes contre le roi, pour réparation de quoi, que sa mémoire demeure éteinte et supprimée et condamnée à perpétuité, ses biens acquis confisqués au profit du roi",.

## Culture populaire
Le personnage de Gédéon Laporte apparaît en 1972 dans le film Les Camisards de René Allio, joué par Jacques Debary.